# مارتن إي. شرايبر
مارتن إي. شرايبر (بالإنجليزية: Martin E. Schreiber)‏ هو سياسي أمريكي، ولد في 11 نوفمبر 1904، وتوفي في 29 يناير 1997. حزبياً، نشط في الحزب الجمهوري. وقد انتخب عضو جمعية ولاية ويسكونسن.